# حسام عيد
1. الهارب (2005) رفيق
2. سيف بن ذي يزن (2003)
3. حروف يكتبها المطر (2003) حسون
4. الشتات (2002)
5. آخر الفرسان (2002) بدور حسن مرافق بشار
6. ورود في تربة مالحة (2002)	نصر
7. مقامات بديع الزمان الهمذاني (2001)
8. شو حكينا (2001)
9. عش المجانين (2001) بدور زكي
10. البواسل (2000) أنطونيو
11. النصابون (1998)
12. النصية (1998)
13. عيلة أكابر (1998)
14. عودك رنان (1997)
15. الفراري (1997)
16. العنيد
17. الموت القادم إلى الشرق (1997)
18. شبكة العنكبوت
19. الإخوة ج2 (1997)
20. خط النهاية (ضيف لحلقة واحدة)
21. أهلا حماتي (1996)
22. اللحظة الأخيرة
23. الإخوة ج1 ( 1994)
24. اختفاء رجل (1992)
25. شجرة النارنج (1989)
26. طوق البنات
27. مزاد علني